# Labbholmen
Labbholmen är en ö i Finland. Den ligger i Skärgårdshavet och i kommunen Pargas i den ekonomiska regionen  Åboland i landskapet Egentliga Finland, i den sydvästra delen av landet. Ön ligger omkring 33 kilometer söder om Åbo och omkring 140 kilometer väster om Helsingfors.
Öns area är 35,7 hektar och dess största längd är 1 kilometer i sydväst-nordöstlig riktning. Ön höjer sig omkring 30 meter över havsytan.